# Manou Schauls
Manou Schauls (13 februari 1972) is een voormalig voetballer uit Luxemburg.

## Clubcarrière
Hij speelde als verdediger voor achtereenvolgens Swift Hesperange, Jeunesse Esch en FC Differdange 03.

### Erelijst
- Luxemburgs landskampioen

1999, 2004
- Beker van Luxemburg

1999, 2000

## Interlandcarrière
Schauls kwam in totaal 37 keer (één doelpunt) uit voor de nationale ploeg van Luxemburg in de periode 1999–2005. Hij maakte zijn debuut op 4 september 1999 in het EK-kwalificatieduel tegen Engeland dat met 6-0 werd verloren, onder meer door drie treffers van Alan Shearer. Zijn 37ste en laatste interland speelde hij op 30 maart 2005 in het met 4-0 verloren WK-kwalificatieduel tegen Letland.
| Interlanddoelpunt | Interlanddoelpunt | Interlanddoelpunt | Interlanddoelpunt    | Interlanddoelpunt | Interlanddoelpunt | Interlanddoelpunt |
| #                 | Datum             | Locatie           | Wedstrijd            | Goal(s)           | Uitslag           | Competitie        |
| ----------------- | ----------------- | ----------------- | -------------------- | ----------------- | ----------------- | ----------------- |
| 1                 | 20/11/2003        | Hesperange        | Luxemburg – Moldavië | 77'               | 1–2               | Oefeninterland    |